# Giro Ciclístico d'Italia
Giro Ciclistico d'Itália (também conhecido como Baby Giro ou Girobio) é uma corrida de ciclismo por etapas de ciclismo de estrada que se leva a cabo na Itália, no mês de junho. Como seu nome indica é considerada a versão sub-23 do Giro d'Italia.
Criada em 1970 e até 2005 foi uma corrida amador, por isso a maioria de vencedores têm sido italianos. Desde a criação dos Circuitos Continentais da UCI em 2005 até 2012 fazia parte do circuito profissional do UCI Europe Tour dentro da categoria 2.2 (última categoria do profissionalismo). Apesar disso a maioria de corredores participantes desde dita data têm sido ciclistas amadoras menores de 25 anos, salvo alguns ciclistas neoprofissionais de equipas Continentais. No ano 2012 a corrida foi suspensa por motivos económicos, até que no ano 2017 se retomou a corrida, após quatro anos de não se realizar e desde então é uma concorrência para ciclistas menores de 23 anos.
Na atualidade é a corrida mais importante do calendário italiano para ciclistas sub-23 dentro da categoria 2.2U dos Circuitos Continentais da UCI (última categoria do profissionalismo sub-23 para corredores menores de 23 anos).
A corrida tem sido importante porque tem tido em sua lista de vencedores alguns ciclistas de renome como Francesco Moser, Marco Pantani, Gilberto Simoni, Leonardo Piepoli e Danilo Di Luca.

## Palmarés
| Ano                                             | Vencedor                 | Segundo                    | Terceiro            |
| ----------------------------------------------- | ------------------------ | -------------------------- | ------------------- |
| edições amador                                  |                          |                            |                     |
| 1970                                            | Giancarlo Bellini        | Armando Topi               | Mario Giaccone      |
| 1971                                            | Francesco Moser          | Giuseppe Perletto          | Jean-Pierre Guitard |
| 1972                                            | Giovanni Battaglin       | Walter Riccomi             | Giampaolo Flamini   |
| 1973                                            | Gianbattista Baronchelli | Giovanni Martella          | Bernard Bourreau    |
| 1974                                            | Leone Pizzini            | Gonzalo Marín              | Norberto Cáceres    |
| 1975                                            | Ruggero Gialdini         | Amilcare Sgalbazzi         | Franco Conti        |
| 1976                                            | Franco Conti             | Roberto Ceruti             | Giovanni Fedrigo    |
| 1977                                            | Claudio Corti            | Alf Segersäll              | Luciano Donati      |
| 1978                                            | Fausto Stiz              | Alessandro Pozzi           | Giovanni Fedrigo    |
| 1979                                            | Alf Segersäll            | Fiorenzo Aliverti          | Giovanni Fedrigo    |
| 1980                                            | Giovanni Fedrigo         | Alessandro Paganessi       | Emanuele Bombini    |
| 1981                                            | Sergei Woronin           | Serguei Kadatski           | Giovanni Fedrigo    |
| 1982                                            | Francesco Cesarini       | Carlos Siachoque           | Roberto Cugole      |
| 1983                                            | Vladimir Voloshin        | Federico Longo             | Wiktor Demidenko    |
| 1984                                            | Piotr Ugrumov            | Sergei Gavrilko            | Stefano Colagè      |
| 1985                                            | Sergei Uslamin           | Luděk Štyks                | Gianni Bugno        |
| 1986                                            | Aleksandr Krasnov        | Massimo Podenzana          | Stefano Bianchini   |
| 1987 edição não realizada                       |                          |                            |                     |
| 1988                                            | Dmitri Konyschew         | Vladimir Poulnikov         | Piotr Ugrumov       |
| 1989                                            | Andrey Teteryuk          | Stefano Zanini             | Stefano Cattai      |
| 1990                                            | Wladimir Belli           | Ivan Gotti                 | Marco Pantani       |
| 1991                                            | Francesco Casagrande     | Marco Pantani              | Giuseppe Guerini    |
| 1992                                            | Marco Pantani            | Vincenzo Galati            | Andrea Noè          |
| 1993                                            | Gilberto Simoni          | Marco Milesi               | Michele Poser       |
| 1994                                            | Leonardo Piepoli         | Ruggero Borghi             | Francesco Secchiari |
| 1995                                            | Giuseppe Di Grande       | Daniele Sgnaolin           | Marco Fincato       |
| 1996                                            | Roberto Sgambelluri      | Filippo Baldo              | Oscar Mason         |
| 1997                                            | Oscar Mason              | Filippo Baldo              | Ruslan Ivanov       |
| 1998                                            | Danilo Di Luca           | Massimo Cigana             | Paolo Tiralongo     |
| 1999                                            | Tadej Valjavec           | Angelo Lopeboselli         | Fabio Marchesin     |
| 2000                                            | Raffaele Ferrara         | Franco Pellizotti          | Renzo Mazzoleni     |
| 2001                                            | Davide Frattini          | Andris Reiss               | Denis Bondarenko    |
| 2002                                            | Giuseppe Muraglia        | Joseba Albizu              | Scott Davis         |
| 2003                                            | Dainius Kairelis         | Paolo Bailetti             | Daniele Masolino    |
| 2004                                            | Marco Marzano            | Alessandro Bertuola        | Domenico Pozzovivo  |
| 2005 edição não realizada edições profissionais |                          |                            |                     |
| 2006                                            | Dario Cataldo            | Dmytro Grabovskyy          | Matthew Lloyd       |
| 2007-2008 edições não realizadas                |                          |                            |                     |
| 2009                                            | Cayetano Sarmiento       | Manuele Caddeo             | Peter Kennaugh      |
| 2010                                            | Carlos Alberto Betancur  | Edward Beltrán             | Antonio Santoro     |
| 2011                                            | Mattia Cattaneo          | Winner Anacona             | Stefano Agostini    |
| 2012                                            | Joe Dombrowski           | Fabio Aru                  | Pierre-Paolo Penasa |
| 2013-2016 edições não realizadas                |                          |                            |                     |
| 2017                                            | Pavel Sivakov            | Lucas Hamilton             | Jai Hindley         |
| 2018                                            | Aleksandr Vlasov         | João Almeida               | Robert Stannard     |
| 2019                                            | Andrés Camilo Ardila     | Einer Rubio                | Juan Diego Alba     |
| 2020                                            | Thomas Pidcock           | Henri Vandenabeele         | Kevin Colleoni      |
| 2021                                            | Juan Ayuso               | Tobias Halland Johannessen | Henri Vandenabeele  |
| 2022                                            | Leo Hayter               | Lennert Van Eetvelt        | Lenny Martinez      |
| 2023                                            | Johannes Staune-Mittet   | Darren Rafferty            | Hannes Wilksch      |
| 2024                                            | Jarno Widar              | Pablo Torres               | Pau Martí           |

## Palmarés por países
Actualizado após edição de 2023
| País            | Vitórias |
| --------------- | -------- |
| Itália          | 25       |
| União Soviética | 7        |
| Colômbia        | 3        |
| Rússia          | 2        |
| Reino Unido     | 2        |
| Suíça           | 1        |
| Suécia          | 1        |
| Eslovênia       | 1        |
| Lituânia        | 1        |
| Estados Unidos  | 1        |
| Espanha         | 1        |
| Noruega         | 1        |